# Aurelius (Unternehmen)
Die Aurelius Investments ist ein weltweit tätiger Private-Equity-Investor mit Büros in Amsterdam, London, Luxemburg, Madrid, Mailand, Malta, München, New York und Stockholm sowie fast 50 internationalen Portfoliounternehmen.

## Aktivitäten
Aurelius verfolgt heute mit unterschiedlichen Investmentvehikeln verschiedene Investitionsstrategien und umfasst
- Aurelius European Opportunities Fund IV[2]
- AUR Portfolio III[3]
- Aurelius Wachstumskapital[4]
- Aurelius Real Estate[5]
- Aurelius Finance Company[6] sowie
- Aurelius Refugee Initiative (gemeinnützig)[7]

Der Aurelius European Opportunities Fund IV sowie die AUR Portfolio III (ehemals börsennotierte AURELIUS Equity Opportunities) investieren in mittelgroße Unternehmen in ganz Europa und Nordamerika.
Die Aurelius Wachstumskapital ist eine langfristig orientierte Beteiligungsgesellschaft, die in kleine, profitable mittelständische Unternehmen in Deutschland, oftmals zur Nachfolgelösung investiert. Die Aurelius Real Estate konzentriert sich auf Investments in Wohn-, Büro-, Einzelhandels-, Hotel- und Pflegeimmobilien sowie Parkhäuser und Tiefgaragen. Die Aurelius Finance Company ist ein Darlehensgeber der britischen und europäischen Unternehmen Kapital im Rahmen von alternativen Finanzierungsformen zur Verfügung stellt. Mit der gemeinnützigen Aurelius Refugee Initiative e. V. betreibt Aurelius ein karitatives Hilfsprogramm, welches unter anderem die Start-Stiftung unterstützt.

## Geschichte
Im Jahr 2005 gründeten die beiden ehemaligen McKinsey-Berater Dirk Markus und Gert Purkert Aurelius und begannen mit einem Startkapital von 500.000 Euro, Firmen in Umbruch- und Sondersituationen zu erwerben. Im Juni 2006 folgte der Börsengang im Open Market der Frankfurter Wertpapierbörse, die mit 613.450 Inhaberstammaktien ausgestattet war. Während der Umsatz im ersten Geschäftsjahr 2006 22 Millionen Euro betrug und 659 Mitarbeiter beschäftigt wurden, stieg der Umsatz bis zum Geschäftsjahr 2013 auf rund eine Milliarde Euro. Im selben Jahr wurden rund 11.000 Mitarbeiter beschäftigt. Die ersten Beteiligungen waren die Richard Scherpe Gruppe (Druck), die GHOTEL Gruppe (Hotels), die Grillo Peißenberg GmbH (Metallverarbeitung) sowie die KWE Gruppe (Stahlbau). Anfang Oktober 2015 wurde die börsennotierte Aureliussparte von einer Aktiengesellschaft in eine SE & Co. KGaA umgewandelt. Die im Gründungsjahr 2006 erworbene GHotel Gruppe wurde nach 13 Jahren im Jahr 2020 für 63 Millionen Euro verkauft.
Im März 2017 gab es eine sogenannte „Short“-Attacke durch den US-Hedgefonds Gotham City Research. Dieser kritisierte in seinem Bericht vor allem die zu hohe Bewertung einzelner Unternehmensbeteiligungen. Infolgedessen halbierte sich der Aktienkurs, und das Aurelius-Management kündigte als Abwehrmaßnahme zwei Aktienrückkauf-Programme sowie eine Dividendenerhöhung an. Die Vorwürfe von Gotham City stellten sich im Nachhinein als falsch heraus. Aurelius konnte mehrere Beteiligungen zu deutlich höheren Verkaufspreisen erfolgreich veräußern, allerdings erholte sich der Kurs nie wieder auf die Höchststände aus dem Jahr 2017. Ende Januar 2020 wurde Aurelius erneut Ziel einer Short-Attacke, diesmal durch einen 48-seitigen Report des Leerverkäufers Ontake Research, worauf das Unternehmen mit einer 14-seitigen Stellungnahme reagierte und Ontake vorwarf, manipulativ irreführende Informationen zu verbreiten. Im Februar 2020 warnte die BaFin öffentlich vor Ontake Research wegen eines Verstoßes gegen § 86 Absatz 1 WpHG.
Im April 2021 gab Aurelius bekannt, einen mehr als 500 Millionen Euro großen Investmentfonds mit Spezialisierung auf Konzernabspaltungen und Unternehmen in Transformationsprozessen gestartet zu haben, zu dessen Investoren unter anderem US-amerikanische und europäische Universitätsstiftungen, Pensionsfonds, Versicherungsgesellschaften und Family Offices zählen.
Im April 2023 vereinbarte Aurelius die Übernahme der LSG Group von der Lufthansa. Die LSG Group umfasst u. a. das außereuropäische Bordverpflegungsgeschäft, den europäischen Teil LSG Sky Chefs hatte Lufthansa bereits früher an die Gategroup veräußert.
Zum Jahresende 2023 zog sich Aurelius von der Börse zurück. Im Zusammenhang mit der Umstrukturierung wurde die Firma Ende 2024 in AUR Portfolio III SE & Co. KGaA geändert.

## Beteiligungen
Der Aurelius European Opportunities Fund IV hält derzeit elf Beteiligungen. Die bekanntesten Beteiligungen sind:
- LSG Sky Chefs (LSG Group), internationaler Airline-Caterer
- J. Weck, Hersteller von Einmachgläsern
- Hallo Healthcare Group, britischer Pharma-Großhandel
- Footasylum, Einzelhändler für Streetwear und hochwertige Sneaker

Die Aurelius Wachstumskapital hält derzeit 16 Beteiligungen an kleinen und mittelständischen Unternehmen in Deutschland.
Die bekanntesten Beteiligungen sind:
- Greenovis Group, Garten- und Landschaftsbau
- Kirotec, Brandschutz
- LittleBigHotels, Hotelunternehmensgruppe aus Berlin
- G&N Gruppe, Dienstleister für technische Gebäudeausrüstung

Die AUR Portfolio III hält aktuell 18 Beteiligungen in ihrem Unternehmensportfolio.
Die bekanntesten Beteiligungen sind:
- Scholl, Schuhhersteller[21]
- VAG, Armaturenhersteller
- Hanse Yachts, zweitgrößter Hersteller von Segelyachten weltweit
- European Imaging Group (inkl. Calumet), Einzelhändler für Foto-/Videoausrüstung
- Silvan, dänische Do-It-Yourself-Einzelhandelskette

### Übersicht der Beteiligungen der AUR Portfolio III
| Unternehmensgruppe      | Branche                                                                  |
| ----------------------- | ------------------------------------------------------------------------ |
| HanseYachts             | Hersteller von Segelyachten und Motorbooten                              |
| CalaChem                | Anbieter von Industriedienstleistungen                                   |
| Scholl                  | Anbieter von Design-, Gesundheits- und Komfortschuhen                    |
| Conaxess Trade          | Vertriebshändler für schnelldrehende Konsumgüter                         |
| European Imaging Group  | Multichannel-Einzelhandelskette für Foto-Zubehör                         |
| Silvan                  | Do-it-yourself-Einzelhandelskette                                        |
| VAG                     | Wasser- und Abwasserarmaturenhersteller                                  |
| Pullman Fleet Solutions | Fuhrparkbetreiber                                                        |
| BMC Benelux             | Baustoffhandelsketten                                                    |
| ZIM Aircraft Seating    | Hersteller von Flugzeugsitzen                                            |
| ConverterTec            | Komponenten für Windenergieanlagen                                       |
| Hüppe                   | Produzent von Duschabtrennungen und Duschwannen                          |
| SEG Electronics         | Intelligente Schutzgeräte für die Energieerzeugung und Energieverteilung |
| Remy Claeys Aluminium   | Anbieter von aluminiumgeschweißten Produkten                             |
| Remi                    | Hersteller von Off-Highway-Rädern                                        |
| Zentia                  | Hersteller von Deckenplatten – und gittern                               |
| Unilux                  | Hersteller von Fenstern und Türen                                        |
| Gastro Hero             | E-Commerce Anbieter im Bereich Großküchentechnik                         |